# 凸尖杜鹃
凸尖杜鹃（学名：Rhododendron sinogrande）为杜鹃花科杜鹃花属下的一个种。

## 扩展阅读
- 維基物種上的相關：凸尖杜鹃